# Сочинський державний університет
Со́чинський держа́вний університе́т (СДУ) — перший самостійний вищий навчальний заклад міста Сочі, що в Краснодарському краї Росії. Розміщується в кількох будівлях у Центральному районі міста.
Першу будівлю, передану університету (вул. Політехнічна, 7), було споруджено для міської школи № 10, з 1966 р. там розміщувався навчальний пункт Краснодарського політехнічного інституту, а з 1971 – його філія, доки в 1989 його не передали як основну будівлю для створеного в цьому році Сочинського інституту курортної справи і туризму. Головним корпусом став переданий цьому вишу будинок колишнього Міського комітету КПРС (вул. Радянська, 26-а), зведений у 1969 р. 1 квітня 1997 р. до інституту, який набув статусу університету і дістав назву Сочинський державний університет туризму і курортної справи, приєднано філію  РГПУ ім. О. І. Герцена (заснованого в 1991), що містився в іншій будівлі (вул. Макаренка, 8-а). Новий підрозділ увійшов до складу університету на правах Педагогічного інституту та внутрішньої автономії. У 2002 р. університетові передано нову будівлю по вул. Пластунська, 94-а.
У проміжку з 1998 по 2001 рік у складі університету функціонував інститут реабілітології, до складу якого входив медичний факультет. У 2001 р. медичний факультет було розформовано, студентів переведено на відповідні курси медичних вишів Південного федерального округу (Кубанська державна медична академія, Ростовський державний медичний університет, Волгоградський державний медичний університет, Астраханська державна медична академія).
У 2005 р. у складі університету було 7 інститутів (Соціально-педагогічний, Туристського бізнесу, Економіки та менеджменту, Права, Фізичної культури, Інженерно-Екологічний та Інформаційних технологій і математики), 9 факультетів (історико-філологічний, економічний, соціально-культурного сервісу і туризму, інженерно-екологічний, фізико-математичний, соціально-педагогічний, фізкультурний, охорони довкілля). Ведеться підготовка з 24-х спеціальностей і 5-х мов (англійська,  французька,  німецька,  іспанська,  італійська). Університет налічує більш ніж 13 тис. студентів і аспірантів, 500 викладачів, у тому числі 70 докторів наук і 285 кандидатів. У бібліотеці – 220 тис. видань навчальної та наукової літератури.
У 2010 р. університет було представлено 7-ма факультетами (туристського бізнесу, економічним, соціально-педагогічним, фізичної культури, юридичним, інженерно-екологічним, інформаційних технологій і математики). На його базі діє і університетський коледж.
З нового навчального року 2011 Сочинський державний університет туризму і курортної справи перейменовано  на Сочинський державний університет.

## Ректори
- Григорій Васильович Яковенко (1992—2005)
- Андрій Анатолійович Татаринов (2006—2008)
- Галина Максимівна Романова (з 2009)

## Періодика
- «Былые годы»
- «Сочинский университет» (газета)

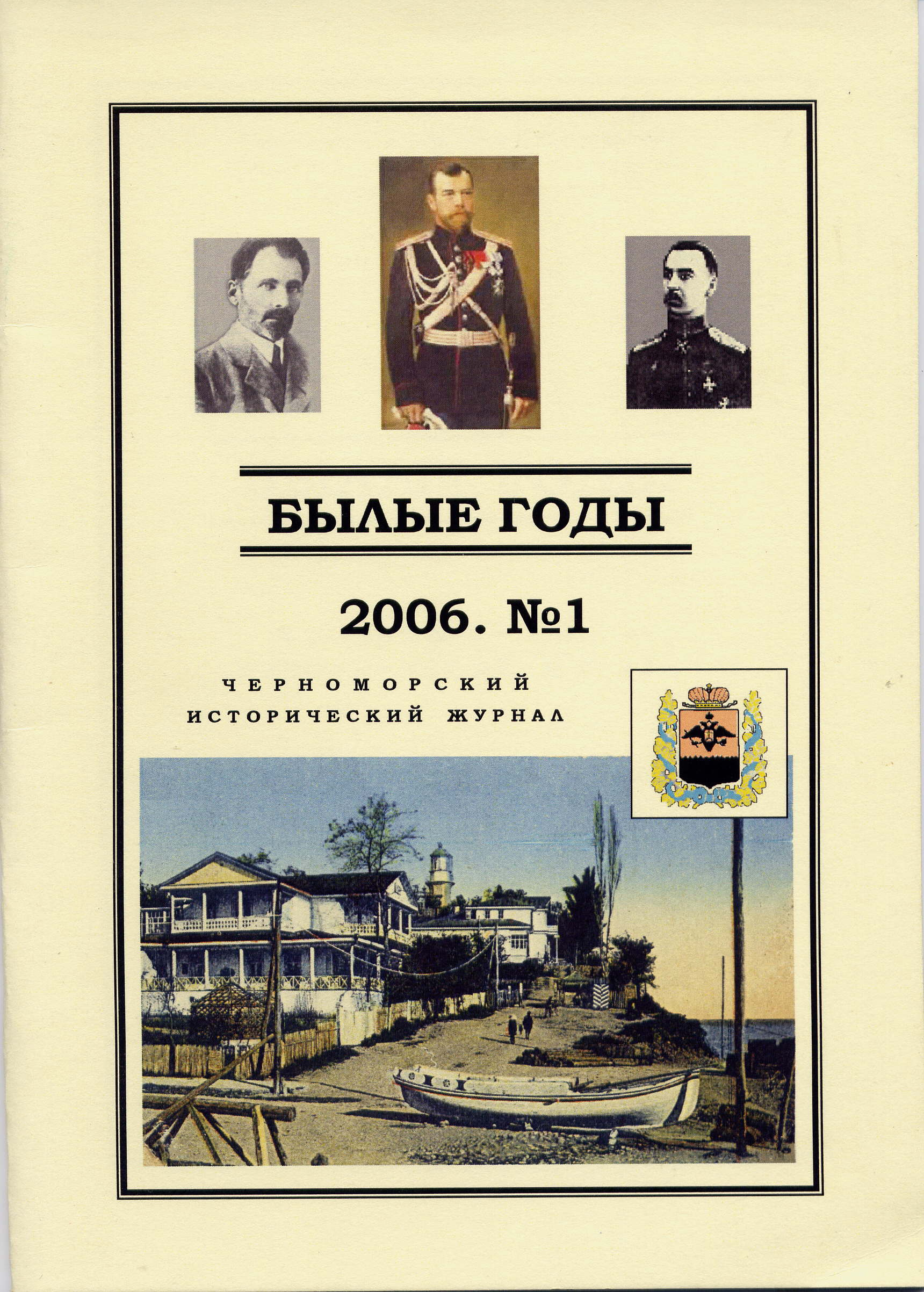
Обкладинка журналу «Былые годы» СДУ

- «Вестник Сочинского государственного университета туризма и курортного дела» (журнал)

## Філії у містах
- Анапа
- Геленджик
- Єйськ
- Нижній Новгород
- Омськ
- П’ятигорськ[5]

## Відомі випускники
- Олексій Іванович Воєвода — призер Олімпійських ігор з бобслею, триразовий чемпіон світу з армреслінгу
- Михайло Сергійович Галустян — російський комедійний актор
- Андрій Юрійович Столяров — російський тенісист

## Адреса будинку адміністрації
- 354000 Росія, Сочі, вул. Совєтська, 26-а